# Просека (Житомирская область)
Просека (укр. Просіка) — село на Украине, находится в Емильчинском районе Житомирской области.
Первое упоминание на карте Волынской губернии 1800 года.
Код КОАТУУ — 1821787307. Население по переписи 2001 года составляет 180 человек. Почтовый индекс — 11236. Телефонный код — 4149. Занимает площадь 0,606 км².

## Известные уроженцы
- Михнюк, Ксения Исаковна — Герой Социалистического Труда, мать-героиня. Доярка совхоза имени 25-го Октября, Первомайского района, Николаевской области.

## Адрес местного совета
11236, Житомирская область, Емильчинский р-н, с. Тайки